# Joseph Highmore

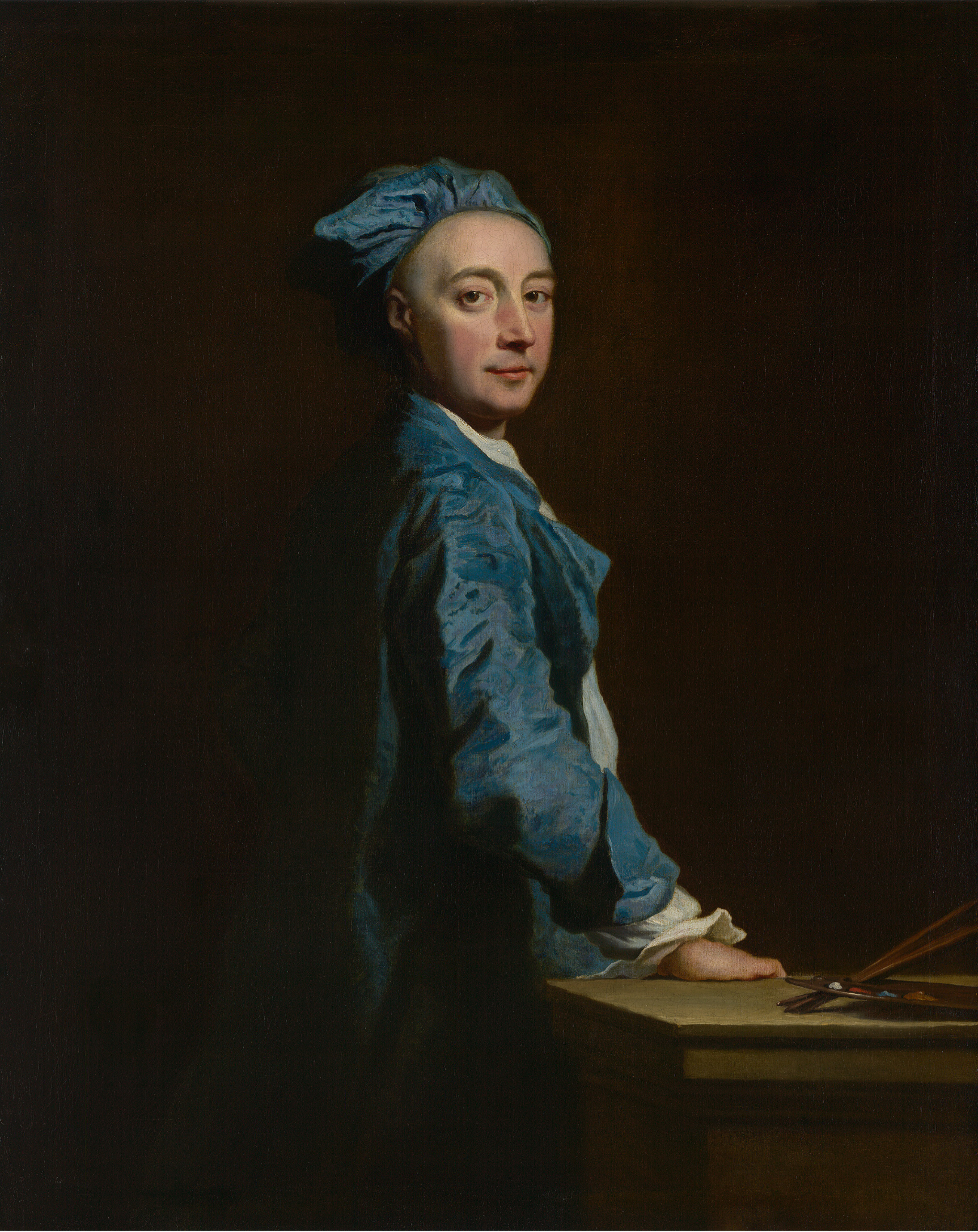
Joseph Highmore: Selbstbildnis, um 1745/47; Öl auf Leinwand, 126,4 × 101 cm. National Gallery of Victoria, Melbourne

Joseph Highmore (* 13. Juni 1692 in London; † 3. März 1780 in Canterbury) war ein englischer Porträt- und Historienmaler, Illustrator und Kunstschriftsteller.

## Leben und Wirken

### Ausbildung und frühe Jahre
Highmore war der dritte Sohn des englischen Kohlehändlers Edward Highmore und Neffe des Hofmalers Thomas Highmore. Zwischen 1707 und 1715 absolvierte er ein Jurastudium, fühlte sich aber stärker zur Malerei hingezogen, so dass er seit 1713 die Zeichenschule von Sir Godfrey Kneller, aber auch anatomische Vorlesungen von William Cheselden besuchte. 1715 startete er seine Karriere als Bildnismaler und heiratete ein Jahr später die Dichterin Susanna Hiller, die eine reiche Erbschaft in die Ehe einbrachte. Ab 1720 besuchte er die von John Vanderbank und Louis Chéron geleitete Kunstschule in der St. Martin’s Lane.

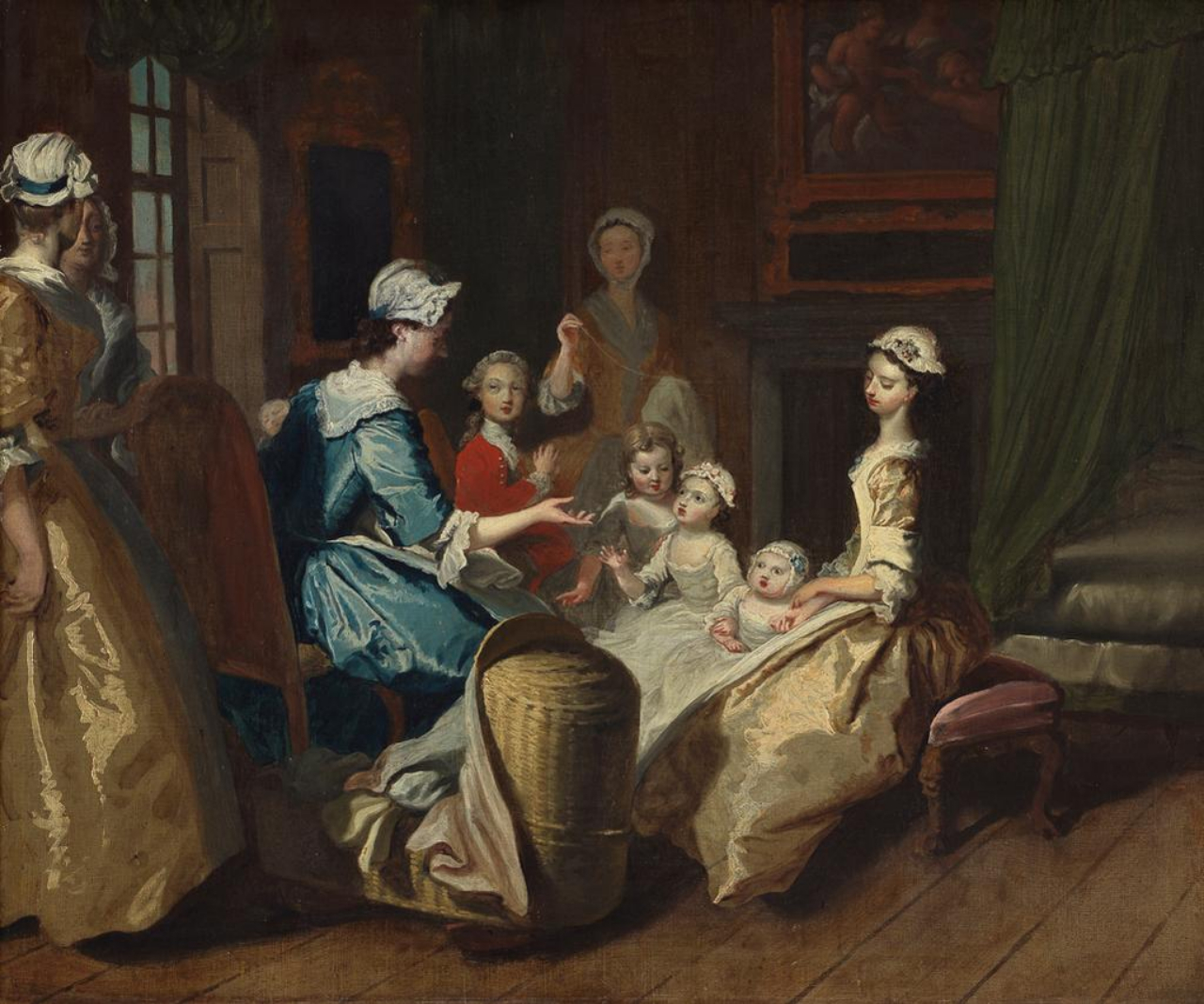
Joseph Highmore: Pamela erzählt eine Kindergeschichte (1743/1745); Öl auf Leinwand, 74 × 80 cm; Fitzwilliam Museum

### Erfolgreiche mittlere Jahre
1722 hatte er sich in seiner Zeichentechnik und seinen Anatomiekenntnissen so weit geschult, dass er Cheseldens Anatomy of the Human Body illustrieren konnte. Besonders in höheren Kreisen schätzte man seine Porträtkunst. 1732 unternahm er Reisen in die Niederlande und nach Düsseldorf, 1734 nach Paris, wobei ihn besonders die Werke von Peter Paul Rubens beeindruckten. Nach seiner Rückkehr nach England vervollkommnete er weiter seine Kunst und schuf 1743–1744 eine Serie von 12 Gemälden zu Samuel Richardsons Roman Pamela, die er 1745 nachstechen ließ. Der berühmte Schriftsteller wurde danach zu einem engen Freund Highmores und saß ihm mehrfach Modell. Auch bewegte sich Highmore gerne in den gehobenen literarischen Kreisen im Umfeld Richardsons. 1746 stiftete er ein religiöses Historiengemälde (Hagar und Ishmael) für den Versammlungsraum des Londoner Foundling Hospitals.

### Altersruhe
1761 nahm Highmore Abstand von der Malerei, zog nach Canterbury und wurde zum Verfasser moralischer Essays und zum Kunstschriftsteller. In Canterbury starb er im Alter von 87 Jahren und fand in der dortigen Kathedrale seine letzte Ruhestätte.

### Medienresonanz
Am 25. März 2018 wurde eine Folge der Sendung Lieb & Teuer des NDR ausgestrahlt, die von Janin Ullmann moderiert wurde und im Schloss Reinbek gedreht wurde. Darin wurden mit dem Antiquar Daniel Schramm 12 Blätter einer zweiten Auflage von 1762 der Serie Pamela besprochen, die 1745 von Louis Truchy (1731–1764) und Guillaume Philippe Benoist (1725–1770) erstmals im Auftrage von Highmore nach dessen Gemäldeserie Pamela gestochen wurde.

## Schriften
- The Practice of Perspective. On the Principles of Dr. Brook Taylor. A. Millar and J. Nourse, London 1763. (Internet Archive).